# امیلی آلین لیند
امیلی آلین لیند (انگلیسی: Emily Alyn Lind؛ زادهٔ ۱۶ مهٔ ۲۰۰۳) یک هنرپیشه اهل ایالات متحده آمریکا است. وی از سال ۲۰۰۸ میلادی تاکنون مشغول فعالیت بوده‌است. فعالیت وی در عرصه بازیگری از سن ۵ سالگی آغاز شد و با ایفای نقش آماندا کلارک در سریال انتقام ، که از ای‌بی‌سی پخش شد، نخستین تجربه بازیگری خویش در مقابل دوربین را به ثبت رساند و با بازی در نقش آریل در سریال درام پزشکی کد سیاه به شهرت رسید.

## زندگی شخصی
اِمیلی آلین لیند در ۶ مه ۲۰۰۲ در بروکلین، نیویورک زاده شد. او دختر باربارا آلین وودز و جان لیند است. امیلی یک خواهر بزرگ‌تر به اسم ناتالی و یک خواهر کوچک‌تر به اسم آلیویا دارد که هردو نیز بازیگر اند.

## حرفه
لیند حرفه خود را با حضور در زندگی مخفی زنبورها آغاز کرد. سپس در فیلم به خلا وارد شو و جی. ادگار بازی کرد. او نقش اما لاوری را در همه فرزندانم به تصویر کشیده‌است. لیند با به تصویر کشیدن آماندا کلارک در سریال انتقام (مجموعه تلویزیونی ترکی) و آریل در کد سیاه به شهرت دست یافت. لیند در سال ۲۰۱۷ در نقش ملانی در فیلم کمدی و ترسناک، پرستار بچه حضور یافت. در ادامه این فیلم یعنی پرستار بچه: ملکه قاتل نیز همین نقش را ایفا کرد.

## فیلم‌شناسی

### فیلم
| سال  | عنوان                 | نقش            |
| ---- | --------------------- | -------------- |
| ۲۰۰۸ | زندگی مخفی زنبورها    | لی‌لی اونز جوان |
| ۲۰۰۹ | وارد خلا شو           | لیندا جوان     |
| ۲۰۱۰ | بلود دان سینگ مای نیم | جولی تایسون    |
| ۲۰۱۱ | جی. ادگار             | شرلی تمپل      |
| ۲۰۱۲ | عقب‌نشینی نمی‌کنم       | مالیا          |
| ۲۰۱۳ | شکارچیان              | هایدی وایریرک  |
| ۲۰۱۳ | فیلم ۴۳               |                |
| ۲۰۱۴ | جکی و رایان           | لیا            |
| ۲۰۱۷ | پرستار بچه            | ملانی          |
| ۲۰۱۸ | ماکت ها               | سوفی فاستر     |
| ۲۰۱۹ | دکتر اسلیپ            |                |
| ۲۰۲۰ | پرستار بچه: ملکه قاتل | ملانی          |

### تلویزیون
| سال       | عنوان                                | نقش               |
| --------- | ------------------------------------ | ----------------- |
| ۲۰۰۹      | روزهای زندگی ما                      |                   |
| ۲۰۰۹      | ایستویک                              | امیلی             |
| ۲۰۱۰      | کلارک راکفلر کیست؟                   |                   |
| ۲۰۱۰      | کریسمس نوامبر                        | ونسا مارکس        |
| ۲۰۱۰      | یکشنبه‌ها در تیفانی                   | تیفانی جوان       |
| ۲۰۱۱      | آماده‌سازی و فرود: شیطان در برابر خوب | گریس گودوین       |
| ۲۰۱۵-۲۰۱۱ | انتقام                               | آماندا کلارک جوان |
| ۲۰۱۸-۲۰۱۵ | کد سیاه                              | آریل              |
| ۲۰۲۱      | دختر شایعه پراکنی                    | آوری هوپ          |

## جوایز
| سال  | جایزه                  | اثر                                        | نتیجه    |
| ---- | ---------------------- | ------------------------------------------ | -------- |
| ۲۰۱۱ | جوایز ملی هنر نوجوانان |                                            | برنده    |
| ۲۰۱۲ | جوایز هنرمند جوان      | مجموعه انتقام                              | برنده    |
| ۲۰۱۲ | جوایز بهترین صداپیشگی  | فیلم آماده سازی و فرود: شیطان در مقابل خوب | نامزدشده |